# Paul Newman
Paul Leonard Newman (26. ledna 1925 Shaker Heights, Ohio – 26. září 2008 Westport, Connecticut) byl americký herec, režisér, automobilový závodník, filantrop, majitel týmu Newman/Haas Racing a spoluzakladatel společnosti Newman's Own, jejíž kompletní výdělek je věnován na charitu. Byl oceněný mnohými prestižními cenami, například Oscarem, Zlatým glóbem, BAFTA, cenou v Cannes a Humanitární cenou Jeana Hersholta. Byl známý pro své pronikavě modré oči, sympatickou povahu (a to jak ve filmech, tak v osobním životě) a také pro svůj pohledný zevnějšek, díky němuž je považován za jeden ze sexuálních symbolů 60. let 20. století. Do češtiny jej nadaboval Luděk Munzar.
Newman se zapsal do povědomí diváků hlavními úlohami ve filmech Kočka na rozpálené plechové střeše, Hazardní hráč, Hud, Hombre, Frajer Luke, Život a doba Soudce Roye Beana, Skleněné peklo či Road to Perdition. Dále si jej diváci mohou pamatovat jako společníka Roberta Redforda ve snímcích Butch Cassidy a Sundance Kid a Podraz. Ze svých osmi oscarových nominací proměnil pouze jednu a to v roce 1987, kdy získal cenu Akademie za nejlepší herecký výkon v hlavní roli ve filmu Barva peněz.
Roku 2022, v Česku pak až roku 2024, vyšly jeho znovuobjevené memoáry, vzniklé v druhé polovině 80. let, pod názvem Neobyčejný život obyčejného muže (The Extraordinary Life of an Ordinary Man), kde herec zcela upřímně popisuje vlastními slovy svůj život. Příbližuje zde kupříkladu své traumatické dětství, nejslavnější role, jedinečný vztah se svou manželkou Joanne Woodwardovou či tragickou smrt syna. Svazek zároveň obsahuje vyprávění jeho kolegů a blízkých přátel, včetně Toma Cruise, George Roye Hilla či Johna Hustona.

## Dětství a mládí

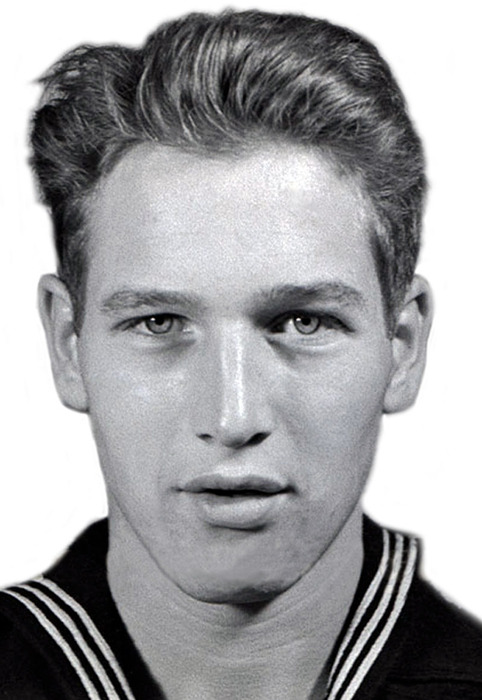
Paul Newman během služby v U.S. Navy, 1944 nebo 1945

Newman se narodil na předměstí Clevelandu v lednu roku 1925. Jeho otec Arthur Samuel Newman (1893–1950) byl Žid, syn Simona Neumanna (1853?–1895) a Hannah Cohnové (1857–1913), židovských imigrantů z Maďarska a Polska.. Matka Terézia Fecková (1899–1982), dcera Štefana Fecka (1854–1946) a Marie Rozy, rozené Holzmannové (1864–1899), byla Slovenka, rodačka z vesnice Ptičie nedaleko Humenného, praktikující křesťanskou víru. On sám jako dospělý netíhl k žádné víře, avšak označoval se za Žida. Měl ještě staršího bratra Arthura (1924–2020), který byl filmový manažer a také herec.
Newman s herectvím začínal již na škole. Jeho první dochovaný divadelní výstup se konal v jeho sedmi letech na školním představení Robina Hooda. Ve svých deseti letech již vystupoval v jednom z clevelandských divadel. V roce 1943 odmaturoval ze střední školy v Shaker Heights a krátce studoval na Ohio University v malém univerzitním městečku Athens.
Během druhé světové války sloužil v americkém námořnictvu jako střelec a radista torpédového bombardéru TBF Avenger v Pacifiku. Původně byl zařazen do programu pro piloty, ten však musel kvůli barvosleposti opustit. Jeho letecká jednotka byla umístěna na letadlovou loď USS Bunker Hill, avšak pilot jeho letadla dostal ušní infekci, proto byla posádka tohoto letadla včetně Newmana z lodi vyřazena a neúčastnila se bitvy o Okinawu, kterou nikdo z posádek letky Avengerů nepřežil.

## Filmová kariéra

### Začátky
Newman se v roce 1951 se svou první manželkou Jackie Witte a malým synem Scottem přestěhoval na Staten Island, do New Yorku. V té době začínal hrát na Brodwayi. Krátce poté se začal přesunovat do televize, kde se například objevil v jednom z prvních sci-fi seriálů Tales of Tomorrow. Svou první hlavní roli získal v roce 1954 historickým velkofilmem Stříbrný kalich, který se stal ve své době hitem, ovšem sám Newman jej později označil za propadák.

### 50. léta – stoupající kariéra
Proslul hned svým druhým filmem Někdo tam nahoře mě má rád (1956), kde si zahrál hlavní roli boxera Rockyho Graziana. V dramatu Dlouhé, horké léto (1958) si zahrál hlavní úlohu žháře Bena Quicka a navázal partnerský vztah se svou budoucí manželkou Joanne Woodwardovou (z minulosti se už vzájemně znali). V téže době natočil i drama Kočka na rozpálené plechové střeše (1958), kde se objevil po boku Elizabeth Taylorové. Adaptace divadelní hry Tennesseeho Williamse zaznamenala mimořádný úspěch a oba hlavní představitelé byli oceněni nominací na cenu Akademie. Tehdy také probíhaly spekulace, zda spolu Newman a Taylorová během natáčení prožili románek. Zatímco Newman, tehdy čerstvě ženatý se Joanne Woodwarovou, vše zapíral, Taylor o všem mluvila otevřeně.

### 60. léta – vrchol slávy
V této dekádě zažil Paul Newman vrchol své herecké kariéry, kdy natočil kvalitní snímky jako Hazardní hráč (1961), Hud (1961), za které byl navržen na Oscara či slavný western Hombre (1966). Dále stojí za zmínku kriminálka Harper (1966), která se stala hitem a doslova vzkřísila tehdy skomírající žánr krimi, či Hitchcockův thriller o studené válce Roztržená opona (1966). V druhé polovině 60. let si zahrál hlavní roli ve filmu Frajer Luke (1967), díky čemuž se nesmazatelně zapsal do povědomí zástupů diváků po celém světě. Tento oscarový snímek totiž nejen že zaznamenal obrovský úspěch, ale stal se velmi oblíbeným a jeho popularita trvá dodnes. V roce 1969 ztvárnil Butche Cassidyho v dnes již kultovním, úspěšném a velmi známém westernu Butch Cassidy a Sundance Kid, kde si s Robertem Redfordem zahráli dva sympatické lupiče z divokého západu. V té době se už Newman neskrýval s láskou k automobilovým závodům a natočil film Vítězství (1969), který pojednává právě o motorsportu.

### 70. léta – nejdříve úspěch, poté propad

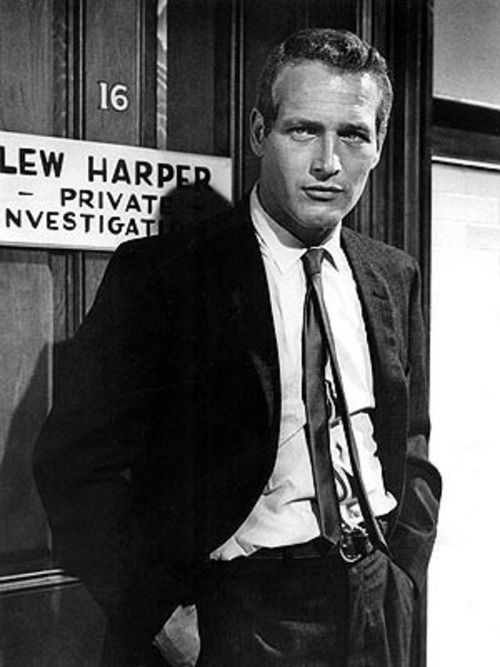
Paul Newman ve filmu Harper (1966)

Sedmdesátá léta 20. století začínala taktéž velmi slibně. Mimo to, že si zahrál po boku své manželky již po několikáté za kariéru v dramatu Stanice WUSA (1970), či v dalším úspěšném filmu Tak mě někdy napadá (1970), který Newman sám režíroval a hrál zde po boku Henryho Fondy, zažil další neuvěřitelné úspěchy s originálně pojatým komediálním westernem Johna Hustona Život a doba soudce Roye Beana (1972). O rok později přišlo to, na co filmoví fanoušci po celém světě netrpělivě čekali již čtyři roky. Paul Newman a Robert Redford se opět sešli v hlavních úlohách, opět ve filmu George Roye Hilla, opět si zahráli dva sympatické zlodějíčky. Tentokrát se jednalo o retro laděnou krimi komedií, ve které hlavní hrdinové přichystali geniální podraz na svého protivníka. Nejen že film Podraz (1973) podle mnohých diváků předčil první spolupráci těchto dvou miláčků publika, ale získal sedm cen Akademie včetně Oscara za nejlepší film. A ačkoliv k dalšímu společnému filmu těchto dvou herců již nikdy nedošlo, mnozí fanoušci i kritici je považují za nejlepší filmovou dvojici všech dob. Jen o rok později již zářil v katastrofickém trháku, který svým realistickým vizuálem i nervy drásajícím napětím oslnil miliony diváků, jménem Skleněné peklo (1974), kde si zahrál se svým osobním přítelem Stevem McQueenem (který měl původně hrát Sundance Kida), nikoho by nenapadlo, že by tento herec ve svých úspěších nepokračoval.
Následujících pět let ale dokázalo pravý opak. Návrat Lew Harpera (1975) ani zdaleka nedosáhl takového úspěchu jako první díl. Dále přicházely spíše průměrné filmy, například komický western Buffalo Bill a Indiáni (1976), sportovní komedie o hokeji Nakládačka (1977), kritiky odepsané sci-fi Kvintet (1979) či béčkový katastrofický film Když se čas naplnil (1980), který se opíral o úspěch Skleněného pekla.

### 80. léta – kvalitní filmy, první Oscar, pokles popularity
Po zmařených pěti letech, kdy Paul Newman nenatočil žádný pamětihodný film, jeho kariéra začala opět stoupat. To se ovšem nedá říct o jeho popularitě, protože již měl své roky, a mladé diváctvo začaly oslňovat spíše akční filmy se svalnatými protagonisty. V roce 1981 natočil úspěšný krimi thriller, odehrávající se ve špinavém a zločinem prolezlé newyorské čtvrti Bronx během 80. let 20. století Pevnost Apačů v Bronxu. O rok později dostal konečně příležitost získat Oscara za hlavní roli stárnoucího právníka se sklony k alkoholismu v dramatu Rozsudek. Tu ovšem kvůli silné konkurenci nakonec neproměnil. Následovala role v dalším dramatu Harry a syn (1984), které si zrežíroval sám Newman. Jeden z dalších vrcholů jeho kariéry přišel ovšem až v roce 1986 díky filmu Barva peněz, jehož režie se ujal legendární Martin Scorsese. Jednalo se o přímé pokračování snímku Hazardní hráč, kde si Newman po 25 letech zopakoval roli rychlého Eddieho Felsona. Za svůj famózní výkon konečně po letech čekání obdržel cenu Akademie a radoval se z dalšího velkého kariérního úspěchu. Na přelomu 80. a 90. let opět zažil lehký úpadek kariéry, když natočil tři nepříliš úspěšné filmy: Blaze, Tlusťoch a chlapeček či Pán a paní Bridgeovi.

### 90. léta – menší množství rolí, rozporuplné filmy a Humanitární cena Jeana Hersholta
Paul Newman si dal v první polovině 90. let 20. století od herectví několik let pauzu. V roce 1994 si ztvárnil prohnaného obchodníka v originální retro komedií Záskok Joela a Ethana Coena. V roce 1995 získal další nominaci na cenu Akademie za hlavní roli v poklidném maloměstském dramatu s komediálním nádechem Nejsem blázen (1994). Následovala další čtyřletá odmlka. V roce 1998 ztvárnil hlavní roli soukromého detektiva v hvězdně obsazené kriminálce Soumrak, která ale překvapivě propadla. O rok později následovala vedlejší úloha v populární romantice Vzkaz v láhvi.

### 2000–2007 – zakončení kariéry

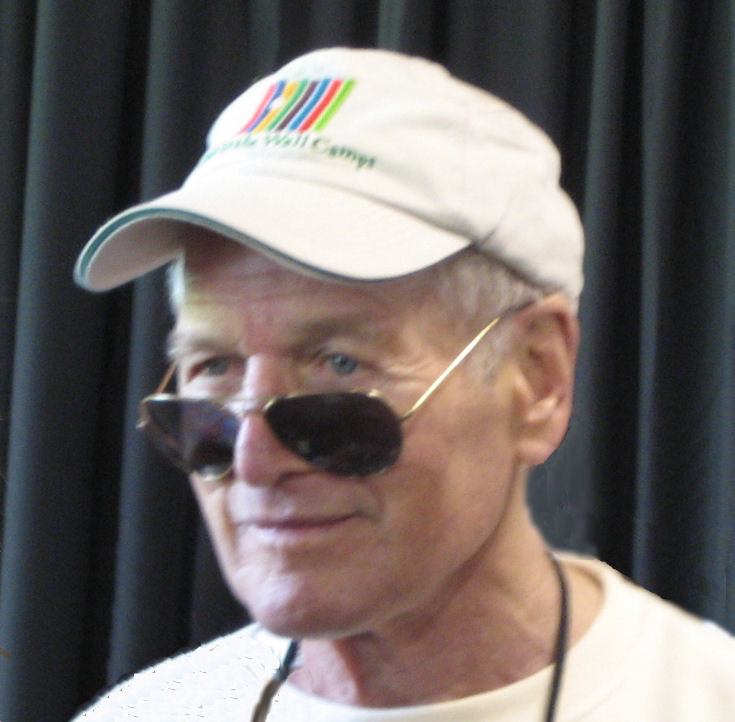
Paul Newman v roce 2007

V roce 2000 Newman přijal hlavní roli v byť neznámé, přesto ne zcela špatné krimi komedií Balík peněz. O dva roky později ztvárnil jednu z hlavních rolí v úspěšné gangsterce Sama Mendese Road to Perdition (Cesta do zatracení), kde si zahrál mimo jiné po boku Toma Hankse. Za svůj výkon byl nominován na Oscara v kategorii nejlepší herec ve vedlejší roli a připsal si po delší době fenomenální úspěch. Ke konci své kariéry se Newman opět začal věnovat divadlu. Jeho poslední filmovou rolí se stala dramatická minisérie pro společnost HBO Zánik Empire Falls, za kterou překvapivě obdržel svůj první herecký Zlatý Glóbus. V této době také podle svých i Redfordových slov pracoval se svým přítelem i kolegou na společném projektu, ovšem nikdy k žádnému uveřejnění nedošlo. V roce 2006 namluvil postavu Doktora Hudsona v úspěšném animovaném filmu Auta. Svou filmovou kariéru ukončil roku 2007. Dle svých slov tak učinil proto, že kvůli svému vysokému věku nebyl schopen podávat kvalitní herecké výkony.

### Režisér
Věnoval se i kariéře režiséra. Roku 1968 uspěl filmem Rachel, Rachel, za nějž vyhrál Zlatý Glóbus za nejlepšího režiséra. Dále následovaly zajímavé a neokázalé filmy jako Tak mě někdy napadá (1970), Vliv gama paprsků na měsíček zahradní (1972), Shadow Box (1980), Harry a syn (1984) či Skleněný zvěřinec (1987). Většinu ze svých režijních projektů také produkoval a obsazoval do nich svou manželkou Joanne Woodwardovou.

## Filmografie (výběr)
- 1954 – Stříbrný kalich (v originále The Silver Chalice) (Basil)
- 1956 – Někdo tam nahoře mě má rád (v originále Somebody Up There Likes Me) (Rocky Graziano)
- 1958 – Kočka na rozpálené plechové střeše (v originále Cat on a Hot Tin Roof) (Brick Pollitt)
- 1958 – Dlouhé horké léto (v originále The Long, Hot Summer) (Ben Quick)
- 1961 – Hazardní hráč (v originále The Hustler) (Eddie Felson)
- 1963 – Hud (v originále Hud) (Hud Bannon)
- 1966 – Roztržená opona (v originále Torn Curtain) (Michael Armstrong)
- 1966 – Hombre (v originále Hombre) (John Russell)
- 1966 – Harper (v originále Harper) (Lew Harper)
- 1967 – Frajer Luke (v originále Cool Hand Luke) (Luke Jackson)
- 1968 – Rachel, Rachel (režie)
- 1969 – Butch Cassidy a Sundance Kid (v originále Butch Cassidy and the Sundance Kid) (Butch Cassidy)
- 1970 – Stanice WUSA (Rheinhardt)
- 1971 – Tak mě někdy napadá (v originále Sometimes a Great Notion) (Hank Stamper, režie)
- 1972 – Život a doba soudce Roye Beana (v originále The Life and Times of Judge Roy Bean) (Roy Bean)
- 1973 – Podraz (v originále The Sting) (Henry Gondorff)
- 1974 – Skleněné peklo (v originále The Towering Inferno) (Doug Roberts)
- 1976 – Buffalo Bill a Indiáni (v originále Buffalo Bill and the Indians, or Sitting Bull's History Lesson) (Buffalo Bill)
- 1977 – Nakládačka (v originále Slap Shot) (Reggie "Reg" Dunlop)
- 1980 – Když se čas naplnil (v originále When Time Ran Out...) (Hank Anderson)
- 1980 – Shadow Box (režie)
- 1981 – Pevnost Apačů v Bronxu (v originále Fort Apache, The Bronx) (Murphy)
- 1982 – Rozsudek (v originále The Verdict) (Frank Galvin)
- 1984 – Harry a syn (v originále Harry & Son) (Harry Keach)
- 1986 – Barva peněz (v originále The Color of Money) (Eddie Felson)
- 1987 – Skleněný zvěřinec (režie)
- 1994 – Záskok (v originále The Hudsucker Proxy) (Sidney J. Mussburger)
- 1994 – Nejsem blázen (v originále Nobody's Fool) (Donald J. "Sully" Sullivan)
- 1999 – Vzkaz v láhvi (v originále Message in a Bottle) (Dodge Blake)
- 2000 – Balík peněz (v originále Where the Money Is) (Henry Manning)
- 2002 – Road to Perdition (v originále Road to Perdition) (John Rooney)
- 2005 – Zánik Empire Falls (v originále Empire Falls) (Max Roby)
- 2006 – Auta (v originále Cars) (Doktor Hudson – hlas)

V českém znění filmů často Paula Newmana daboval Luděk Munzar.

## Osobní život

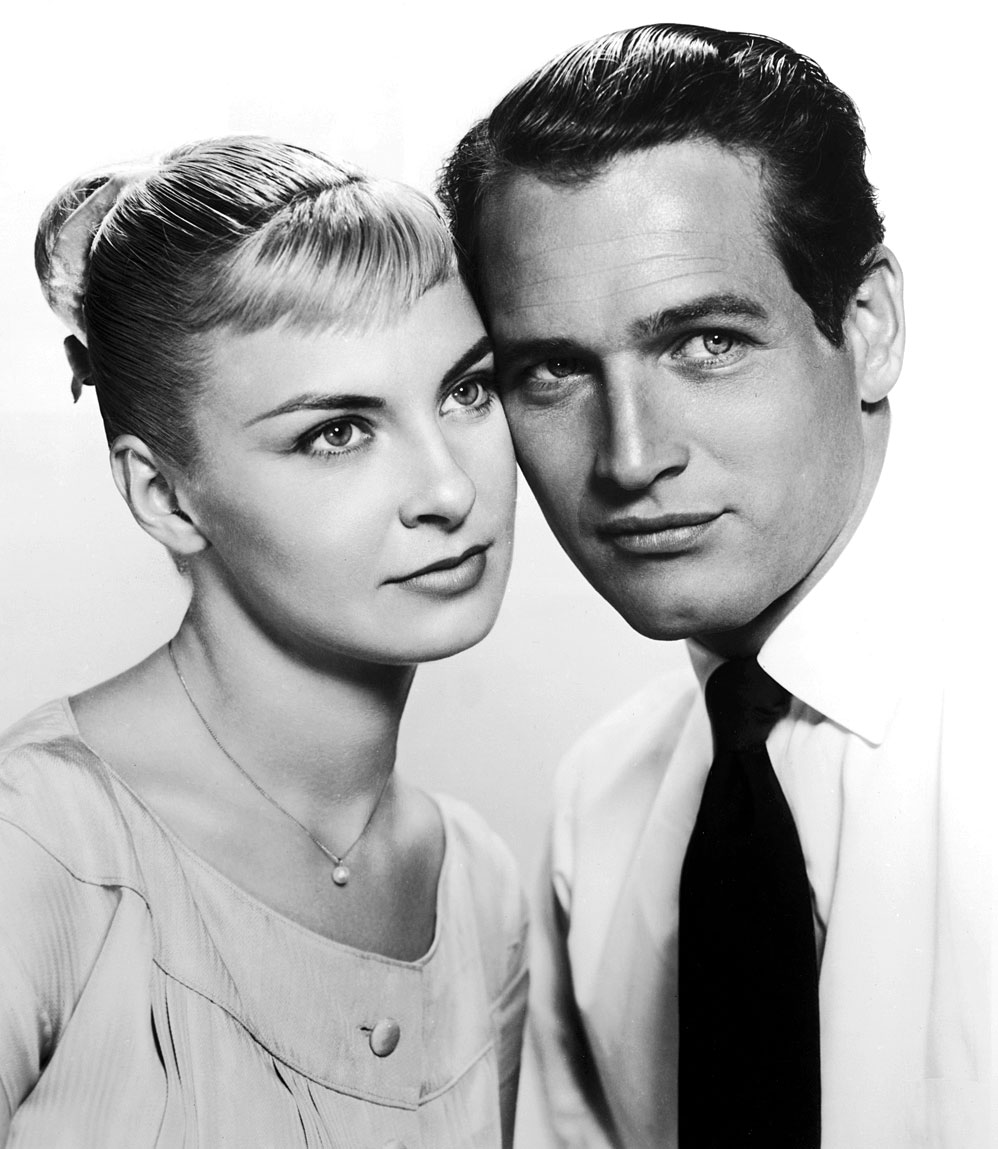
Paul Newman a jeho manželka Joanne Woodward (1958)

Paul Newman se již roku 1949, ve svých 24 letech oženil s Jackie Witte. Měli spolu celkem tři děti, jednoho syna a dvě dcery. V roce 1957 se po čtyřech letech opět setkal s herečkou Joanne Woodwardovou. Během natáčení se do sebe zamilovali, Newman se s Jackie rozvedl a oženil se s Joanne. Paul Newman a Joanne Woodward spolu měli také tři děti, ovšem samé dcery. Manželství bylo víceméně šťastné a vydrželo až do Newmanovy smrti roku 2008, přesto bylo postiženo mnohými spekulacemi, že Newman míval románky s různými herečkami během natáčení, ač byl znám svou věrností.
Ovšem pravděpodobně největší ranou v Newmanově životě byla předčasná smrt jeho nejstaršího potomka a zároveň jediného syna, Scotta Newmana, který se také objevil v několika filmech. Scott se od raného mládí potýkal s problémy s drogami i policii. Otec se mu snažil vynahradit rozvodem zmařené dětství jak se dalo, ale výsledky nebyly viditelné. Scott zemřel roku 1978 v pouhých dvaceti osmi letech na předávkování návykovými látkami. Newman se po jeho smrti na čas odstěhoval od své ženy a na počest svého syna založil Centrum Scotta Newmana pomáhající drogově závislým.

## Mimofilmové aktivity

### Závodění
Jak již zde bylo zmíněno, Paul Newman byl od mladého až do středního věku profesionální automobilový závodník. Jednalo se o jeho největší koníček. Největší úspěch zaznamenal, když se roku 1979 umístil na druhém místě na světoznámém závodu 24 hodin Le Mans. Dále založil svůj vlastní závodní tým a soutěží se jako fanoušek i mentor účastnil až do stáří. Například roku 2003 dal závodům v Monterrey přednost před oscarovým galavečerem. O jeho životě coby závodníka byl roku 2015 natočen dokumentární film Winning: The Racing Life of Paul Newman.

### Charitativní činnosti
Mimo to, že se Paul Newman podílel na založení společnosti Newman's Own, která vyrábí dresinky a omáčky, a jejíž kompletní výdělek putuje na charitu, na chudé a nemohoucí osoby, daroval ze svého jmění desítky milionů dolarů a často tyto lidi osobně navštěvoval.

## Nemoc a smrt
Herec byl léta silným kuřákem, s čímž přestal roku 1986. To vedlo k tomu, že mu byl diagnostikován karcinom plic. Veřejnost se však tuto zprávu dozvěděla až přibližně dva měsíce před Newmanovou smrtí. Herec se již dříve léčil u svého doktora, ovšem v létě roku 2008 se s manželkou uchýlil do svého domu ve Westportu, kde poklidně dožil. Zemřel v pátek ráno, dne 26. září 2008 na karcinom plic. Jeho tělo bylo po soukromém pohřbu zpopelněno.